# Haa Alif-atol
Het Haa Alifu-atol (Thiladhunmathi Uthuruburi, of Thiladhunmathi Noord) is een bestuurlijke divisie van de Maldiven.
De hoofdstad van het Haa Alif-atol is Dhiddhoo.

## Geografische indeling

### Atollen
De volgende atollen maken deel uit van het Haa Alif-atol:
- Ihavandhippolhu-atol
- Het noordelijk deel van Thiladhunmathi-atol

### Eilanden
Het Haa Alif-atol omvat het 42 eilanden, waarvan er 14 bewoond zijn.

#### Bewoonde eilanden
De volgende bewoonde eilanden maken deel uit van het atol:
- Baarah
- Dhiddhoo
- Filladhoo
- Hoarafushi
- Ihavandhoo
- Kelaa
- Maarandhoo
- Molhadhoo
- Muraidhoo
- Thakandhoo
- Thuraakunu
- Uligamu
- Utheemu
- Vashafaru

#### Onbewoonde eilanden
De volgende onbewoonde eilanden maken deel uit van het atol:
- Alidhoo
- Alidhuffarufinolhu
- Beenaafushi
- Berinmadhoo
- Dhapparu
- Dhapparuhuraa
- Dhigufaruhuraa
- Dhonakulhi
- Gaafushi
- Gaamathikulhudhoo
- Gallandhoo
- Govvaafushi
- Hathifushi
- Huraa
- Huvahandhoo
- Innafinolhu
- Kudafinolhu
- Maafahi
- Maafinolhu
- Madulu
- Manafaru
- Matheerah
- Medhafushi
- Mulidhoo
- Naridhoo
- Umaraiffinolhu
- Ungulifinolhu
- Vagaaru
- Velifinolhu

Haa Alif-atol · Haa Dhaalu-atol · Shaviyani-atol · Noonu-atol · Raa-atol · Baa-atol · Lhaviyani-atol · Kaafu-atol · Alif Alif-atol · Alif Dhaal-atol · Vaavu-atol · Meemu-atol · Faafu-atol · Dhaalu-atol · Thaa-atol · Laamu-atol · Gaafu Alif-atol · Gaafu Dhaalu-atol · Gnaviyani-atol · Seenu-atol · Malé